# Daniel Alarcón
Daniel Alarcón (Lima, 5 marzo 1977) è uno scrittore peruviano naturalizzato statunitense.

## Biografia
Nato nel 1977 a Lima, è cresciuto a Birmingham, Alabama, e ha compiuto gli studi all'Università Columbia e all'Università dell'Iowa.
Ha esordito nella narrativa nel 2005 con la raccolta di racconti Guerra a lume di candela arrivando in finale al Premio PEN/Hemingway l'anno successivo.
Successivamente ha dato alle stampe i romanzi Radio città perduta (2007) e Di notte camminiamo in tondo (2013) e un'altra collezione di short stories, The King is Always Above the People (2016).

## Opere

### Romanzi
- Radio città perduta (Lost City Radio, 2007), Torino, Einaudi, 2011 traduzione di Stefano Valenti ISBN 978-88-06-20865-3.
- Di notte camminiamo in tondo (At Night We Walk in Circles, 2013), Torino, Einaudi, 2016 traduzione di Ada Arduini ISBN 978-88-06-21596-5.

### Raccolte di racconti
- Guerra a lume di candela (War by Candlelight, 2005), Milano, Terre di mezzo, 2006 traduzione di Anna Mioni ISBN 88-89385-78-2.
- The King is Always Above the People (2016)

### Romanzi a fumetti
- City of Clowns illustrato da Sheila Alvarado (2015)

## Premi e riconoscimenti

### Vincitore
Premio Whiting
- 2004 nella categoria "Narrativa"[7]

Guggenheim Fellowship
- 2007[8]

Internationaler Literaturpreis
- 2009 con Radio città perduta[9]

### Finalista
Dayton Literary Peace Prize
- 2008 secondo classificato con Radio città perduta[10]

Premio PEN/Faulkner per la narrativa
- 2014 con Di notte camminiamo in tondo[11]

Premio The Story
- 2017 con The King is Always Above the People[12]